# Dzeko (DJ)
Julian Dzeko (* 3. Mai 1992 in Toronto, Ontario) ist ein kanadischer DJ und Produzent, der im Bereich des Electro-House aktiv ist. Bekanntheit erlangte er als Teil des EDM-Duos Dzeko & Torres, das er gemeinsam mit dem ebenfalls kanadischen DJ und Produzenten Luis Torres bildete. Seit Ende 2016 ist er als Solokünstler unter dem Namen Dzeko aktiv. Im Jahr 2018 landete er mit der Single Jackie Chan, die in Zusammenarbeit mit Tiësto, Post Malone und Preme entstand, einen kommerziellen Erfolg.

## Karriere

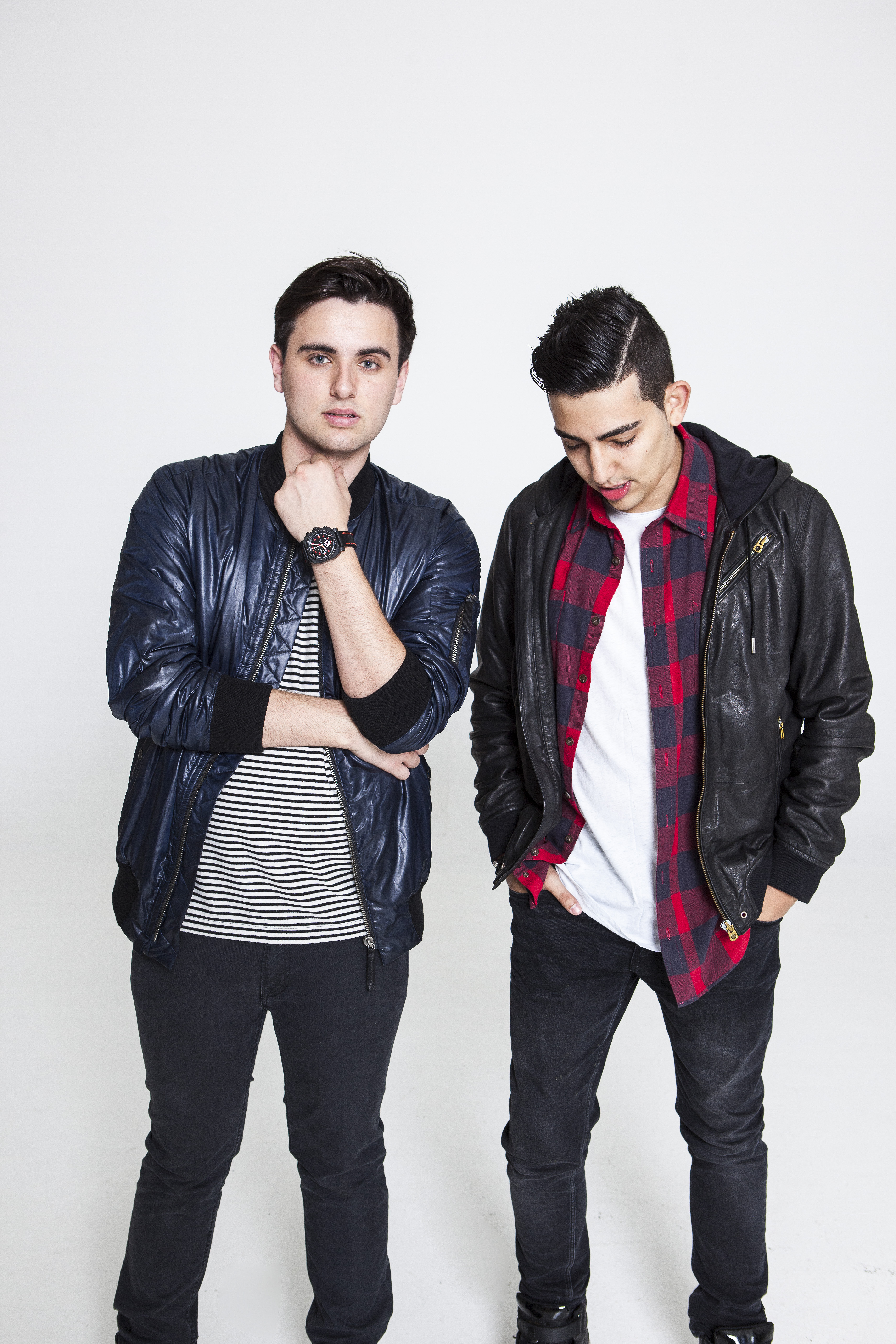
Julian Dzeko (links) gemeinsam mit Luis Torres (rechts)

### Bis 2016: Durchbruch als Dzeko & Torres
Dzeko wuchs in Toronto auf, wo er sich bereits früh mit der Musikszene beschäftigte. In einem Online-Forum für Club-Events lernte er den ebenfalls musikbegeisterten Luis Torres kennen. Nachdem sie gemeinsam einen Auftritt des niederländischen DJ und Produzenten Tiësto besuchten, beschloss Dzeko, sich DJ-Equipment zu kaufen, während Torres sich mit dem Produzieren auseinandersetzen wollte. Anschließend teilten sie ihre Erfahrungen. In den Jahren 2007 und 2008 spielten sie auf unterschiedlichen Partys und machten sich einen ersten Namen in der Clubszene Torontos. Sie fokussierten sich immer mehr auf ihr Interesse an der House-Musik und deren Subgenres. Kurze Zeit später begannen sie auch gemeinsam eigene Tracks zu schreiben und bekanntere Künstler als Produzenten zu unterstützen. Im Jahr 2008 erschien ihre erste Solo-Single Confronted, die auf der vom DJ und Produzenten Chuckie zusammengestellten Kompilation Dirty Dutch Digitale Vol. 4 enthalten war. Parallel war Dzeko als Event-Promoter tätig.
Nachdem sie zwischen 2008 und 2011 eine Reihe an Singles über verschiedene Plattenlabel veröffentlichten, wurden 2012 Tiësto und Steve Aoki auf das Duo aufmerksam und verwendeten ihre Lieder auf ihren Liveauftritten und signierten mehrere Tracks für ihre Plattenlabel. Bis Ende 2012 tourten sie durch ganz Europa und Nordamerika. Im März 2013 traten sie beim Ultra Music Festival und auf der Winter Music Conference sowie im Sommer 2013 auf dem Tomorrowland Festival auf.
Mit einem Remix des Liedes Demons der US-amerikanischen Band Imagine Dragons landeten Dzeko & Torres Anfang 2014 einen großen Erfolg. Der Progressive-House-Remix konnte auf YouTube über 10 Millionen Klicks erreichen. Einen weiteren Remix steuerten sie in Zusammenarbeit mit Tiësto zu dem Lied Anywhere For You des schwedischen Singer-Songwriters John Martin bei. Mitunter auf „Spinnin’ Records“, „Musical Freedom“ und „Monstercat“ erschienen in den Folgemonaten Singles mit verschiedenen Artists aus dem Bereich des EDMs.
Am 27. März 2015 spielten sie gemeinsam mit Tiësto live beim Ultra Music Festival in Miami eine Neuaufnahme des Liedes L’amour toujours des italienischen DJs Gigi D’Agostino. Gesungen wird das Lied von der US-amerikanischen Sängerin Delaney Jane. Nach Veröffentlichung des Liedes am 7. September 2015 entwickelte sich der Remix zu einem Festival-Hit und konnte auf Spotify rund 100 Millionen Plays erreichen.
Anfang 2016 beendeten Dzeko & Torres ihre dauerhafte Zusammenarbeit. Dzeko nannte als Grund, dass sie Probleme mit dem Management von Studiozeit und Touring hätten und dies mit den eigenen Interessen kollidierte. Torres wolle sich mehr auf die Studioarbeiten konzentrieren, während Dzeko seine Leidenschaft mehr im Auflegen wiederfand. Jedoch erzählten sie, dass sie das Projekt nicht vollständig auflösen wollen, sondern der Fokus lediglich auf den Solokarrieren liegen soll. Somit wurden zukünftige Kollaborationen nicht ausgeschlossen.

### 2017: Erste Solo-Singles als Dzeko
Dzekos erste Solo-Veröffentlichung trug den Titel Liberty. Am 2. Februar 2017 erschien die Single Never Gonna Love Me, dessen Gesang vom Sam James beigesteuert wurde. Am 22. Mai 2017 veröffentlichte er mit Fluxland 2017 ein Remake des gleichnamigen Liedes von Charly Lownoise aus dem Jahr 1992. Im Juni 2017 folgte der von der US-amerikanischen Sängerin Brynn Elliot gesungene Song California. Dieser orientierte sich im Vergleich mit seinem Vorgänger an einem kommerzielleren Stil. An diesem Muster schloss auch der Song Heart Speak an, der im August 2017 mit Gesang von Toka-J erschien. Bei beiden Liedern wurde er beim Songwriting von unter anderem Tiësto, Shaun Frank und Delaney Jane unterstützt.
Im September 2017 veröffentlichte er die Singles In Too Deep und Sleepless. Für den Deep-House-Song In Too Deep, der über „Spinnin’ Records“ veröffentlicht wurde, arbeitete er erstmals seit der Trennung wieder mit Luis Torres zusammen. Sleepless wurde über „Raison Music“ veröffentlicht und entstand gemeinsam mit dem DJ und Produzenten Jonas Hahn sowie dem britischen Musiker Richard Craker.

### 2018: Jackie Chan
Am 18. Mai 2018 erschien die Single Jackie Chan, die er in Zusammenarbeit mit Tiësto und Luis Torres produzierte. Die Vocals des Tracks wurden von dem US-amerikanischen Rapper Post Malone und dem kanadische Sänger Preme beigesteuerten. Der Song bildet einen Remix des gleichnamigen Liedes von Malone und Preme allein, das auf Premes Studioalbum Light of Day enthalten war. Der Remix entwickelte sich zu einem kommerziellen Erfolg der in über 10 Länder eine Top-10-Platzierung erreichen konnte und mehrere Schallplattenauszeichnungen erhielt. Auch das Musikvideo, das die Künstler als Videospiel-Figur im Minecraft-Stil zeigt, genoss starke Aufmerksamkeit.
Im Juli 2018 veröffentlichte Dzeko über Martin Garrix Plattenlabel „STMPD-Records“ die Single Try Not To Love You, die in Zusammenarbeit mit dem russischen DJ und Produzenten Aspyer sowie dem Sänger Matluck entstand. Noch im selben Monat erschienen über Tiëstos „Musical Freedom“ die beiden Instrumentalstücke Anthem mit dem US-amerikanischen DJ-Duo Riggi & Piros und Hypebeat mit Kris Kaiden. Bei beiden Singles wurde er während der Produktion von Luis Torres unterstützt.
Am 1. September 2018 veröffentlichte Dzeko in Zusammenarbeit mit dem US-amerikanischen Electro-Pop-Duo F4st die Single Blue, die eine Coverversion des gleichnamigen Liedes Blue (Da Ba Dee) von Eiffel 65 aus dem Jahr 1999 darstellte. Das Remake basiert auf zwei Versionen die zum einen F4st und zum anderen Dzeko noch in Zusammenarbeit mit Torres Jahre zuvor produzierten. Der Track erreichte auf Spotify über 10 Millionen Klicks.
Am 28. September 2018 erschien das Lied Don’t Stop als Single. Diese entstand in Zusammenarbeit mit dem brasilianischen Bass-DJ Christian Liu de Almeida, an dessen Stil sich der Song orientierte.

### 2019: Heaven
Im Januar 2019 veröffentlichte Dzeko eine Cover-Version des Liedes Heaven des kanadischen Sängers Bryan Adams aus dem Jahr 1984. Diese entstand in Kollaboration mit Riggi & Piros, mit denen er bereits einmal zusammenarbeitete sowie der Sängerin Veronica. Im März 2019 folgte auch eine zweite Zusammenarbeit mit Tiësto. Diese trug den Titel Halfway There, wurde von der US-amerikanischen Sängerin und Songwriterin Lena Leon gesungen und von Luis Torres co-produziert. Im Vergleich zu ihrer gemeinsamen Single Jackie Chan, ist Halfway There weniger kommerziell, als viel mehr clubtauglich gestaltet.
Am 14. Juni 2019 erschien über „Musical Freedom“ der Song The King, der gemeinsam mit dem schwedischen DJ-Duo Dimitri Vangelis & Wyman produziert wurde. Der Track wurde durch seine „perfekte Verschmelzung von pulsierender Festival-Energie und schelmisch geführter Percussion“ als Progressive-House-Hymne des Jahres 2019 bezeichnet. Auf Spotify erreichte der Song über 7 Millionen Plays.
Im August 2019 veröffentlichte Dzeko über „Payback Records“ das Lied Down On It. Dieses basiert auf dem Lied Get Down on It der Funk-Band Kool & The Gang aus dem Jahr 1981 und wurde in Zusammenarbeit mit dem US-amerikanischen Investmentbanker und Goldman-Sachs-CEO David M. Solomon, der seit 2018 unter dem Namen DJ D-Sol auch als DJ und Produzent aktiv ist, produziert. Bereits im Februar 2019 steuerte Dzeko einen Remix zu DJ D-Sols Single Feel Alive bei.
Am 20. Dezember 2019 erschien das Lied Popcorn als Single. Dieses entstand gemeinsam mit dem US-amerikanischen DJ und Produzenten Steve Aoki sowie dem niederländischen DJ und Produzenten Ummet Ozcan. Der Track basiert auf dem gleichnamigen Stück, das im Jahr 1969 vom deutsch-amerikanischer Komponisten Gershon Kingsley komponiert wurde.

## Persönliches
Dzeko ist der ältere Bruder der kanadischen Schauspielerin Eliana Jones.

## Diskografie

### Singles
2016:
- Liberty

2017:
- Never Gonna Love Me (feat. Sam James)
- Fluxland 2017
- California (feat. Brynn Elliot)
- Heart Speak (feat. Toka-J)
- In Too Deep
- Sleepless (mit Jonas Hahn feat. Richard Craker)

2018:
- Blue (mit F4ST)
- Try Not To Love You (mit Aspyer feat. Matluck)
- Anthem (mit Riggi & Piros)
- Hypebeat (mit Kris Kaiden)
- Don’t Stop (mit Liu)

2019:
- Heaven (mit Riggi & Piros feat. Veronica)
- Halfway There (mit Tiësto feat. Lena Leon)
- The King (mit Dimitri Vangelis & Wyman)
- Down On It (mit DJ D-Sol feat. Kool & The Gang)
- Popcorn (mit Steve Aoki & Ummet Ozcan)

### Remixe
2015:
- Bedrud and Ask:Me feat. Nik Felice – That Hill

2017:
- The Chainsmokers – Paris
- Post Malone – Congratulations
- The Chainsmokers & Coldplay – Something Just Like This
- Tiësto – Just Be
- Jonas Blue feat. William Singe – Mama
- Lost Kings feat. Ally Brooke & ASAP Ferg – Look At Us Now
- Frank Walker – Less Lonely
- Martin Garrix & Troye Sivan – There for You
- French Montana feat. Swae Lee – Unforgettable (AFTR:HRS Remix; vs. Tiësto)

2018:
- Dzeko feat. Toka-J – Heart Speak (vs. Waves Remix)
- DJ Antoine feat. Armando and Jimmi The Dealer – El Paradiso
- Shaun Frank feat. Violet Days – Addicted
- Loud Luxury feat. Brando – Body
- Brynn Elliot – Might Not Love Me

2020:
- Jessie Reyez – Love in the Dark

## Auszeichnungen für Musikverkäufe
| Goldene Schallplatte - Belgien - 2018: für die Single Jackie Chan - Brasilien - 2018: für die Single Jackie Chan - Mexiko - 2018: für die Single Jackie Chan - Portugal - 2019: für die Single Jackie Chan | Platin-Schallplatte - Australien - 2018: für die Single Jackie Chan - Dänemark - 2019: für die Single Jackie Chan - Frankreich - 2024: für die Single Jackie Chan - Norwegen - 2018: für die Single Jackie Chan - Polen - 2018: für die Single Jackie Chan - Schweden - 2018: für die Single Jackie Chan | 2× Platin-Schallplatte - Italien - 2019: für die Single Jackie Chan 3× Platin-Schallplatte - Kanada - 2018: für die Single Jackie Chan - Neuseeland - 2023: für die Single Jackie Chan |

Anmerkung: Auszeichnungen in Ländern aus den Charttabellen bzw. Chartboxen sind in ebendiesen zu finden.
| Land/RegionAuszeichnungen für Musikverkäufe (Land/Region, Auszeichnungen, Verkäufe, Quellen) | Gold     | Platin       | Verkäufe  | Quellen              |
| -------------------------------------------------------------------------------------------- | -------- | ------------ | --------- | -------------------- |
| Australien (ARIA)                                                                            | —        | Platin1      | 70.000    | aria.com.au          |
| Belgien (BRMA)                                                                               | Gold1    | —            | 20.000    | ultratop.be          |
| Brasilien (PMB)                                                                              | Gold1    | —            | 20.000    | pro-musicabr.org.br  |
| Dänemark (IFPI)                                                                              | —        | Platin1      | 90.000    | ifpi.dk              |
| Deutschland (BVMI)                                                                           | Gold1    | —            | 200.000   | musikindustrie.de    |
| Frankreich (SNEP)                                                                            | —        | Platin1      | 200.000   | snepmusique.com      |
| Italien (FIMI)                                                                               | —        | 2× Platin2   | 100.000   | fimi.it              |
| Kanada (MC)                                                                                  | —        | 3× Platin3   | 240.000   | musiccanada.com      |
| Mexiko (AMPROFON)                                                                            | Gold1    | —            | 30.000    | amprofon.com.mx      |
| Neuseeland (RMNZ)                                                                            | —        | 3× Platin3   | 90.000    | radioscope.co.nz     |
| Norwegen (IFPI)                                                                              | —        | Platin1      | 10.000    | ifpi.no              |
| Österreich (IFPI)                                                                            | Gold1    | —            | 15.000    | ifpi.at              |
| Polen (ZPAV)                                                                                 | —        | Platin1      | 20.000    | olis.pl              |
| Portugal (AFP)                                                                               | Gold1    | —            | 5.000     | Einzelnachweise      |
| Schweden (IFPI)                                                                              | —        | Platin1      | 40.000    | sverigetopplistan.se |
| Vereinigte Staaten (RIAA)                                                                    | —        | 2× Platin2   | 2.000.000 | riaa.com             |
| Vereinigtes Königreich (BPI)                                                                 | —        | 2× Platin2   | 1.200.000 | bpi.co.uk            |
| Insgesamt                                                                                    | 6× Gold6 | 18× Platin18 |           |                      |